# (188534) Mauna Kea
(188534) Mauna Kea est un astéroïde de la ceinture principale.

## Description
(188534) Mauna Kea est un astéroïde de la ceinture principale. Il fut découvert le 15 septembre 2004 à Mauna Kea par Jana Pittichová et Jim Bedient. Il présente une orbite caractérisée par un demi-grand axe de 2,77 UA, une excentricité de 0,06 et une inclinaison de 5,7° par rapport à l'écliptique.